# Miloslav Rolko
Miloslav Rolko (Bratislava, Eslovaquia, 13 de octubre de 1960) es un nadador retirado especializado en pruebas de estilo espalda. Fue campeón de Europa en 100 metros espalda y subcampeón en 200 durante el Campeonato Europeo de Natación de 1977.
Representó a Checoslovaquia en los Juegos Olímpicos de Montreal 1976 y Moscú 1980.

## Palmarés internacional
| Campeonato Europeo de Natación | Campeonato Europeo de Natación | Campeonato Europeo de Natación | Campeonato Europeo de Natación |
| Año                            | Lugar                          | Medalla                        | Prueba                         |
| ------------------------------ | ------------------------------ | ------------------------------ | ------------------------------ |
| 1977                           | Jönköping (Suecia)             | Medalla de oro                 | 100 m espalda                  |
| 1977                           | Jönköping (Suecia)             | Medalla de plata               | 200 m espalda                  |